# Valentin Rongier
Valentin Rongier (* 7. Dezember 1994 in Mâcon) ist ein französischer Fußballprofi. Er spielt als defensiver Mittelfeldspieler für Stade Rennes.

## Karriere
Rongier kam 2001 als Jugendspieler zum FC Nantes. Nach 13 Jahren in verschiedenen Jugendauswahlen des Vereins gab er am 18. Oktober 2014 sein Debüt in der Ligue 1 gegen Stade Reims bei einem 1:1-Unentschieden. Er ersetzte Lucas Déaux nach 78 Minuten. Im Juni 2014 unterschrieb Valentin Rongier seinen ersten Profivertrag für drei Spielzeiten bei Nantes. In der Saison 2016/17 erreichte Rongier seinen Durchbruch und wurde ein fester Bestandteil der ersten Mannschaft. 2017 unterschrieb er einen neuen Vertrag mit Laufzeit bis 2022.
Am 3. September 2019 wechselte er schließlich innerhalb der Ligue 1 zum Ligakonkurrenten Olympique Marseille.
Ende Juli 2025 gab Stade Rennes die Verpflichtung von Rongier bis 2028 bekannt.